# Seger-formel
Seger-formler angiver blandingsforholdet mellem  mineraler, der anvendes i glasurer. Ud fra glasurens sammensætning er det muligt at forudsige glasurens smeltepunkt. Det er nødvendigt ved fremstilling af glaserede genstande. 
På grundlag af Seger-formlerne laves Segerkegler af tørrede og komprimerede mineraler. De bruges som temperaturindikatorer i keramikovne. Seger-kegler i det ønskede temperaturinterval sættes synligt i ovnen, og når de begynder at smelte, kan keramikeren tilpasse temperatur etc.
| Kemi | Spire Denne artikel om kemi er en spire som bør udbygges. Du er velkommen til at hjælpe Wikipedia ved at udvide den. |